# RPD
De RPD (Russisch: ручной пулемёт Дегтярёва, Roetschnoj Poelemjot Degtjarjova) is een light machinegeweer uit de Sovjet-Unie dat door Vasili Degtjarjov ontworpen werd. Het vuurde het M43 7,62x38mm middelzwaar patroon en verving het DP machinegeweer dat het zwaardere 7,62x54mmR patroon. Het wapen werd zelf in de Sovjet-Unie vervangen door de RPK. 

## Geschiedenis
In 1943 werd aan drie vooraanstaande wapenontwerpers uit de Sovjet-Unie gevraagd een machinegeweer te ontwerpen. Dit waren Vasili Degtjarjov, Sergej Simonov en Alexei Soedajev, die elk een prototype presenteerden. Hieruit bleek het ontwerp van Degtjarjov het beste te zijn en deze werd dan ook in dienst genomen door de strijdkrachten van de Sovjet-Unie als de 7,62 mm Ручной Пулемёт Дегтярёв, PПД  (RPD, Roetschnoj Poelemjot Degtjarjova of "Degtjarjov licht machinegeweer") model 1944.
Hoewel de RPD tijdens de tweede wereldoorlog al klaar was voor massaproductie werd het pas in 1948 in gebruik genomen. Grootschalige productie van het wapen begon in 1953.
Tijdens de Vietnamoorlog werd een Chinese kopie van de RPD (Type 56) gebruikt door het Nationaal Bevrijdingsfront van Vietnam en het Vietnamese volksbevrijdingsleger als hun standaard licht machinegeweer.
Na de introductie van de automatische wapens van het Kalashnikov-ontwerp zoals de RPK en PK machinegeweren in de jaren 60, werd de RPD geleidelijk uit dienst gehaald in de landen van het voormalige Warschaupact. Buiten de Sovjet-Unie werd het wapen ook geprodcueerd in China (als de Type 56), Egypte (als de Maadi RPD), Noord-Korea (als de Type 62) en vanaf 1956 ook in Polen. 

## Gebruikers
| - Afghanistan - Albanië - Algerije - Angola - Azerbeidzjan - Bangladesh - Benin - Cambodja - Centraal-Afrikaanse Republiek - China - Comoren - Congo-Brazzaville - Djibouti - Egypte - Equatoriaal-Guinea - Eritrea - Ethiopië - Finland - Hongarije - Irak - Jemen | - Kaapverdië - Laos - Libië - Malta - Marokko - Nicaragua - Nigeria - Noord-Korea - Oeganda - Pakistan - Roemenië - Seychellen - Sierra Leone - Soedan - Somalië - Syrië - Tanzania - Togo - Tsjaad - Vietnam - Zimbabwe |